# Couvent Saint-Dominique de Corbara
Le couvent Saint-Dominique de Corbara ou couvent de Corbara, fondé en 1456, est situé à Corbara en Corse.
Au fil des siècles, le couvent a abrité plusieurs communautés religieuses : des franciscains, des dominicains et enfin la communauté Saint-Jean.

## Historique
Le couvent Saint-François d'Aregno est fondé, en 1456, par les frères mineurs de l'Observance. Le franciscain italien Francesco Gonzaga mentionne dans son ouvrage De origine seraphicae religionis franciscane, publié en 1587, deux religieux, le vénérable Frère Mariano de Muro et le Père Matteo d'Occhiatana, comme étant à l'origine de la construction du couvent .
Le couvent reste franciscain jusqu’à la révolution française.

### Présence de l’Ordre dominicain (1855-1905)
Le prêtre dominicain français Hyacinthe Besson (en), prieur de l'église Santa Sabina de Rome, missionné par Alexandre Vincent Jandel, maître général de l'ordre des Prêcheurs (dominicains), est cité comme l'initiateur du couvent en 1855. Ainsi à partir de 1857, il est occupé par les frères dominicains. Ils y ajoutent deux ailes supplémentaires. La construction permet l'installation d'une école entre 1857 et 1860, ainsi qu'un collège de philosophie et de théologie. En juin 1861, Hyacinthe-Marie Cormier devient prieur du couvent de Corbara. Il est alors fait lecteur en théologie. Il dirige le couvent et le noviciat de Corbara jusqu'en juillet 1865, date à laquelle une province dominicaine de Toulouse est installée. Il y est nommé le premier provincial,. Antonin-Gilbert Sertillanges étudie la philosophie et la théologie au couvent de Corbara, il se passionne alors pour la pensée de Thomas d'Aquin. Il est ordonné prêtre à Corbara en octobre 1888 et y devient titulaire du lectorat en 1890. Il effectue trois années d’enseignement, à Corbara, à Amiens puis encore à Corbara, avant de rejoindre, en 1893, le couvent du Saint-Sacrement à Paris.

### Bâtiment civil (1905-1927)
Les religieux quittent le bâtiment en 1905 qui reste alors inoccupé jusqu'en 1914.
Au début de la Première Guerre mondiale, les autorités françaises décident d'arrêter des ressortissants des pays ennemis qui résident en France. Le couvent désaffecté devient alors une prison, jusqu'en 1920. Dans un premier temps, 400 civils alsaciens y sont emprisonnés le 14 octobre 1914. Il s'agit en fait d'une confusion de la part de la préfecture de Marseille entre « Austro-Hongrois » et « Alsaciens-Lorrains ». Le ministère indique immédiatement au préfet son refus d'emprisonner des Alsaciens qui sont Français. Aussi, dès 19 octobre 1914, les civils alsaciens sont libérés et repartent vers la métropole. Ceux qui restent sont des prisonniers civils Austro-Allemands, internés dans le couvent,.

### Retour des dominicains (1927- 1993)
En 1927, le bâtiment est réhabilité par les dominicains, qui l'utilisent notamment comme « lieu de relégation pour ses cas difficiles », dont Thomas Philippe de décembre 1953 à septembre 1954, à la suite de son exclusion de l'Eau Vive,. Ils y résident jusqu’en 1993, date à laquelle la communauté Saint-Jean s'installe.

### Communauté Saint-Jean depuis 1993
La communauté Saint-Jean s'y installe en 1993. L'évêque d'Ajaccio, Jean-Luc Brunin évoque une visite du couvent Saint-Dominique de Corbara, dans les années 2000, et l'emprise de Marie-Dominique Philippe sur les religieux présents : « Les jeunes prêtres écoutaient en boucle les enseignements de leur fondateur Marie-Dominique, enregistrés sur des cassettes. Ils buvaient ses paroles, je n’en revenais pas ».

## Accueil au couvent
Dans son histoire récente le couvent de Corbara reçoit des personnages historiques comme Pascal Paoli, Henri Didon, Guy de Maupassant ou Alain Peyrefitte.
Henri Didon est un prédicateur dominicain renommé mais controversé, car jugé libéral. Il est « exilé » au couvent de Corbara, de 1880 à 1881. C'est à Corbara qu'il écrivit une grande partie de son ouvrage Jésus-Christ, publié en 1881.

Quand Guy de Maupassant rend visite en 1880, à Henri Didon, il évoque ainsi son arrivée au couvent : 

« Le chemin qui me conduit au monastère est à mi-côte et passe au pied d'un mont élevé que couronne un paquet de maisons jetées dans le ciel bleu si haut qu'on pense avec tristesse à l'essoufflement des habitants contraints de remonter chez eux. Ce hameau s'appelle Santo-Antonino. On découvre, à droite de la route, une petite église du treizième siècle, de style pur, chose rare en ce pays sans monuments et sans aucun art national. Cet édifice a été élevé par les Pisans, me dit-on. Plus loin, dans un repli de montagne, au pied d'un pic élancé en forme de pain de sucre, un grand bâtiment gris et blanc domine l'horizon, les campagnes inclinées, la plaine, la mer : c'est le Couvent des Dominicains. »

— Guy de Maupassant, Le monastère de Corbara. Texte publié dans Le Gaulois du 5 octobre 1880
Après ses études, Alain Peyrefitte se convertit au catholicisme et effectue une année de retraite au sein du couvent Saint-Dominique de Corbara. Il y rédige alors le programme de son avenir : « 1948-1958 : vie diplomatique ; 1958-1968 : vie politique ; 1968-1978 : vie littéraire ».

### Émission de télé-réalité (2023)
En 2023, l'émission de télé-réalité, Bienvenue au monastère, pour la chaine de télévision C8, est filmée au sein du couvent de Corbara. Chantal Barry, une proche de Vincent Bolloré, est la productrice du programme. Deux « coachs spirituels », sœur Catherine Thiercelin (communauté des Béatitudes) et frère Baudouin Ardillier (communauté Saint-Jean), participent à l'émission avec quelques personnalités « people » dont Clara Morgane, Delphine Wespiser, Fabienne Carat et Paul El Kharrat,.
L'émission s'intitule Bienvenue au monastère. Or, Corbara est un couvent, où ne vivent pas des moines mais des frères apostoliques, non soumis au silence pourtant très présent à l'écran. La communauté de Corbara (sept frères de St-Jean) a été remplacée par des frères extérieurs qui n’y vivent pas afin de faire apparaître des « frères présentables ». Ainsi, un condamné par le tribunal ecclésiastique de Paris, pour abus sexuels, n'apparaît pas,.
Véronique Margron, présidente de la Conférence des religieux et religieuses de France, faisant référence aux abus sexuels dans la communauté Saint-Jean particulièrement d'actualité en 2023, se dit surprise du lieu de tournage : « C’est une douleur inutile infligée aux victimes qui, pour certaines, ne se sont toujours pas fait connaître ou qui sont engagées dans un long processus de réparations ». Quant aux victimes, elles redoutent « que cela donne envie à des jeunes de rejoindre » ces communautés.

## Architecture
Les bâtiments du couvent présentent des caves, un rez-de-chaussée et un étage. Les quatre ailes sont organisées autour du jardin du cloître de forme rectangulaire. Le bâti s'ouvre sur ce jardin par des arcs plein cintre. L'église, est située en limite de l'aile sud. Elle est constituée d'une nef à haut-vaisseau avec des chapelles sur le bas-côté voûtées en berceau à lunettes. Le chœur comprend une travée droite, prolongée par une abside formée d'une voûte en forme de demi-coupole (cul-de-four). La tour clocher se termine par une lanterne protégée par un dôme,.
L'église à la particularité de détenir une Arca c'est-à-dire une « fosse commune » où étaient enterrés les religieux du couvent.
Le couvent en totalité, bâtiments conventuels et cloître, église et clocher, est inscrit à l'inventaire national des monuments historiques par arrêté du 28 novembre 2011.
L’église, le clocher et le couvent sont la propriété de la commune de Corbara, mais le couvent est géré par les frères de Saint-Jean. La Fondation du patrimoine intervient pour la réhabilitation de cette église avec un coût de l'ordre de 800 000 euros. En 2022, la rénovation du couvent est prévue en 2 phases de travaux. Une première concerne la toiture, la façade principale à l'ouest et la façade est, avec un début de chantier en 2023. Puis la deuxième concernera la tour clocher, le paratonnerre et l'électrification des cloches.